# Associazione Calcio Spezia 1946-1947
Questa voce raccoglie le informazioni riguardanti  l'Associazione Calcio Spezia  nelle competizioni ufficiali della stagione 1946-1947.

## Stagione
Lo Spezia dopo lo scudetto non riconosciuto  del Campionato Alta Italia 1944 dei Vigili del Fuoco, ci riprova e chiede alla Federazione, tramite l'avvocato Bellincioni, di portare la squadra spezzina nella massima serie a tavolino.
Non conta il torneo vinto dai Vigili del fuoco, perché non viene ratificata la fusione tra le due società, perciò la F.I.G.C. è irremovibile. Allora la squadra del neo presidente Nello Sgorbini riparte da dove avevamo lasciato lo Spezia, cioè in Serie B.
Dopo la parentesi della stagione 1945-1946 nella quale gli aquilotti, impossibilitati a usufruire del proprio terreno di gioco, hanno partecipato al campionato ligure di Prima Divisione.
Nella stagione 1946-1947 lo Spezia ritorna nella categoria di merito che le spettava, vale a dire la Serie B, e lo fanno concludendo il campionato al terzo posto con 48 punti.

## Rosa
| N. |                   | Ruolo | Calciatore        |
| -- | ----------------- | ----- | ----------------- |
|    | Italia (bandiera) | D     | Carmelo Amenta    |
|    | Italia (bandiera) | D     | Eraldo Borrini    |
|    | Italia (bandiera) | C     | Renzo Bragoni     |
|    | Italia (bandiera) | A     | Emilio Califano   |
|    | Italia (bandiera) | P     | Giovanni Casale   |
|    | Italia (bandiera) | C     | Pietro Castignani |
|    | Italia (bandiera) | A     | Giovanni Costa    |
|    | Italia (bandiera) | C     | Rinaldo Fiumi     |
|    | Italia (bandiera) | A     | Antonio Gordini   |
|    | Italia (bandiera) | C     | Roberto Lerici    |

| N. |                   | Ruolo | Calciatore         |
| -- | ----------------- | ----- | ------------------ |
|    | Italia (bandiera) | C     | Lino Oldoini       |
|    | Italia (bandiera) | D     | Wando Persia       |
|    | Italia (bandiera) | A     | Ercole Rabitti     |
|    | Italia (bandiera) | C     | Bruno Rossi        |
|    | Italia (bandiera) | C     | Paolo Rostagno     |
|    | Italia (bandiera) | P     | Agostino Scaglioni |
|    | Italia (bandiera) | C     | Carlo Scarpato     |
|    | Italia (bandiera) | D     | Sauro Tomà         |
|    | Italia (bandiera) | A     | Mario Torti        |
|    | Italia (bandiera) | A     | Sergio Vergazzola  |

## Risultati

### Serie B

#### Girone di andata
| Arbitro: | Zambotto (Padova) |

|                               |           |            |
| Reguzzoni 81’ Azimonti II 86’ | Marcatori | 4’ Gordini |

| Arbitro: | Bergomi (Milano) |

|                         |           |  |
| Buscaglia 40’ Torri 75’ | Marcatori |  |

| La Spezia 6 ottobre 1946 3ª giornata | Spezia        | 0 – 0 | Gallaratese | Stadio Alberto Picco\| Arbitro: \| Massai (Pisa) \| |
| Arbitro:                             | Massai (Pisa) |       |             |                                                     |

| Arbitro: | Buratti (Milano) |

|                         |           |                 |
| Rabitti 50’ Gordini 57’ | Marcatori | 32’ 83’ Ghiandi |

| Arbitro: | Matucci (Seregno) |

|           |           |  |
| Penzo 65’ | Marcatori |  |

| Arbitro: | Maglio (Torino) |

|                     |           |           |
| Scarpato 64’ (rig.) | Marcatori | 25’ Capra |

| Arbitro: | Avanzi (Verona) |

|              |           |           |
| Torreano 83’ | Marcatori | 1’ Amenta |

| Arbitro: | Rossi (Arezzo) |

|                           |           |             |
| Costa 21’ 31’ Rabitti 43’ | Marcatori | 70’ Capello |

| Arbitro: | Piemonte (Monfalcone) |

|           |           |                               |
| Corti 11’ | Marcatori | 49’ (rig.) Scarpato 52’ Torti |

| Arbitro: | Arietti (Torino) |

|                                            |           |             |
| Rabitti 1’ Scarpato 59’ (rig.) Rabitti 61’ | Marcatori | 17’ Cantone |

| Arbitro: | Nerozzi (Verona) |

|                                     |           |                     |
| Mazza 28’ Moretti 44’ Aliprandi 79’ | Marcatori | 55’ (rig.) Scarpato |

| Arbitro: | Banti (Pontedera) |

|                                           |           |  |
| Torti 28’ Costa 73’ Torti 83’ Rabitti 86’ | Marcatori |  |

| Arbitro: | Zago (Belluno) |

|  |           |                     |
|  | Marcatori | 77’ (rig.) Scarpato |

| Arbitro: | Nerozzi (Verona) |

|           |           |  |
| Torti 79’ | Marcatori |  |

| Arbitro: | Selva (Torino) |

|  |           |           |
|  | Marcatori | 46’ Torti |

| Arbitro: | Calamai (Prato) |

|          |           |          |
| Boffi 7’ | Marcatori | 6’ Fiumi |

| Arbitro: | Pera (Firenze) |

|                                                     |           |                         |
| Torti 28’ Rabitti 34’ Costa 63’ Scarpato 81’ (rig.) | Marcatori | 64’ Raffaini 87’ Albini |

| Arbitro: | Piemonte (Monfalcone) |

|  |           |           |
|  | Marcatori | 58’ Costa |

| Arbitro: | Bergomi (Milano) |

|              |           |               |
| Scarpato 20’ | Marcatori | 75’ Prunecchi |

| Arbitro: | Mosca (Napoli) |

|                                         |           |               |
| Viani 5’ Bertolucci 7’ (rig.) Viani 33’ | Marcatori | 70’ 90’ Torti |

| Arbitro: | Pasinetti (Roma) |

|                                  |           |                                |
| Costa 21’ Torti 24’ Scarpato 81’ | Marcatori | 46’ Presselli 86’ Tagliasacchi |

#### Girone di ritorno
| Arbitro: | Vannini (Bologna) |

|              |           |  |
| Scarpato 40’ | Marcatori |  |

| Arbitro: | Fornari (Bologna) |

|                       |           |  |
| Costa 36’ Gordini 48’ | Marcatori |  |

| Arbitro: | Guarda (Mestre) |

|  |           |               |
|  | Marcatori | 71’ 80’ Torti |

| Arbitro: | Massironi (Milano) |

|             |           |             |
| Caprili 30’ | Marcatori | 46’ Gordini |

| Arbitro: | Greppi (Brescia) |

|                      |           |                           |
| Torti 1’ Gordini 75’ | Marcatori | 54’ Cattaneo 69’ Canonico |

| Arbitro: | Marchetti (Milano) |

|                       |           |                       |
| Capra 27’ Maesani 52’ | Marcatori | 42’ Gordini 65’ Torti |

| La Spezia 30 marzo 1947 28ª giornata | Spezia           | 0 – 0 | Legnano | Stadio Alberto Picco\| Arbitro: \| Silvano (Torino) \| |
| Arbitro:                             | Silvano (Torino) |       |         |                                                        |

| Lecco 6 aprile 1947 29ª giornata | Lecco                  | 0 – 0 | Spezia | Stadio di via Cantarelli\| Arbitro: \| Poggipollini (Ferrara) \| |
| Arbitro:                         | Poggipollini (Ferrara) |       |        |                                                                  |

| Arbitro: | Milanone Ridor (Biella) |

|                                                                 |           |  |
| Costa 4’ 11’ Torti 16’ Gordini 22’ Rostagno 31’ Rabitti 46’ 63’ | Marcatori |  |

| Arbitro: | Guarda (Mestre) |

|                                   |           |  |
| Pozzo 18’ Fiandrino 27’ Pozzo 75’ | Marcatori |  |

| Arbitro: | Prandi (Roma) |

|               |           |               |
| Costa 11’ 21’ | Marcatori | 24’ Aliprandi |

| Arbitro: | Picasso (Milano) |

|                 |           |  |
| Bacciarello 87’ | Marcatori |  |

| Arbitro: | Garassino (Varese) |

|                     |           |  |
| Costa 7’ Lerici 19’ | Marcatori |  |

| Arbitro: | Pasinetti (Roma) |

|           |           |  |
| Sacco 31’ | Marcatori |  |

| Arbitro: | Buratti (Milano) |

|  |           |              |
|  | Marcatori | 76’ Cereseto |

| Arbitro: | Neri (Vicenza) |

|             |           |           |
| Gordini 18’ | Marcatori | 81’ Boffi |

| Arbitro: | Zilli (Reggio Emilia) |

|                |           |                              |
| Trapanelli 68’ | Marcatori | 27’ (aut.) Ferrari 62’ Torti |

| Arbitro: | Matucci (Seregno) |

|           |           |                         |
| Torti 36’ | Marcatori | 59’ Pombia 68’ Alberico |

| Arbitro: | Donati (Milano) |

|                                 |           |  |
| Salati 30’ Calzolai 50’ Nay 53’ | Marcatori |  |

| Arbitro: | Pera (Firenze) |

|                                 |           |  |
| Gordini 10’ Costa 27’ Torti 82’ | Marcatori |  |

| Arbitro: | Cicardi (Lecco) |

|                                                  |           |                |
| Roffi 18’ Maselli 34’ Faccenda 40’ Presselli 78’ | Marcatori | 64’ Castignani |

## Statistiche

### Statistiche di squadra
| Competizione | Punti | In casa | In casa | In casa | In casa | In casa | In casa | In trasferta | In trasferta | In trasferta | In trasferta | In trasferta | In trasferta | Totale | Totale | Totale | Totale | Totale | Totale | DR  |
| Competizione | Punti | G       | V       | N       | P       | Gf      | Gs      | G            | V            | N            | P            | Gf           | Gs           | G      | V      | N      | P      | Gf     | Gs     | DR  |
| ------------ | ----- | ------- | ------- | ------- | ------- | ------- | ------- | ------------ | ------------ | ------------ | ------------ | ------------ | ------------ | ------ | ------ | ------ | ------ | ------ | ------ | --- |
| Serie B      | 48    | 21      | 12      | 7       | 2       | 43      | 17      | 21           | 6            | 5            | 10           | 19           | 30           | 42     | 18     | 12     | 12     | 62     | 47     | +15 |

### Statistiche dei giocatori
| Giocatore     | Serie B  | Serie B |
| Giocatore     | Presenze | Reti    |
| ------------- | -------- | ------- |
| C. Amenta     | 38       | 1       |
| E. Borrini    | 35       | 0       |
| R. Bragoni    | 7        | 0       |
| E. Califano   | 1        | 0       |
| G. Casale     | 33       | -33     |
| P. Castignani | 30       | 1       |
| G. Costa      | 40       | 13      |
| R. Fiumi      | 33       | 1       |
| A. Gordini    | 26       | 9       |
| R. Lerici     | 2        | 1       |
| L. Oldoini    | 2        | 0       |
| W. Persia     | 8        | 0       |
| E. Rabitti    | 33       | 8       |
| B. Rossi      | 19       | 0       |
| P. Rostagno   | 29       | 1       |
| A. Scaglioni  | 9        | -14     |
| C. Scarpato   | 40       | 9       |
| S. Tomà       | 36       | 0       |
| M. Torti      | 39       | 17      |
| S. Vergazzola | 2        | 0       |